# Микільська сільська рада (Волноваський район)
| Микільська сільська рада — колишній орган місцевого самоврядування у Волноваському районі Донецької області з адміністративним центром у с. Микільське. Сільській раді підпорядковані населені пункти: - с. Микільське |

## Склад ради
Рада складалася з 16 депутатів та голови.

## Керівний склад сільської ради
| ПІБ                         | Основні відомості                                                                                   | Дата обрання | Дата звільнення |
| --------------------------- | --------------------------------------------------------------------------------------------------- | ------------ | --------------- |
| Куцай Микола Володимирович  | Сільський голова, 1967 року народження, освіта, член Всеукраїнської партії духовності і патріотизму | 26.03.2006   | 31.10.2010      |
| Кондращенко Микола Іванович | Сільський голова, 1955 року народження, освіта вища, безпартійний                                   | 31.10.2010   |                 |

Примітка: таблиця складена за даними джерела